# Guillaume Reynders
Guillaume Reynders (Etterbeek, 12 december 1924 - Diest, 16 februari 2000) was een Belgisch senator.

## Levensloop
Reynders werd beroepshalve advocaat.
Hij was ook politiek actief voor de PVV en was voor deze partij gemeenteraadslid en schepen van Diest. Tevens was hij provincieraadslid voor Brabant en werd hij voorzitter van de provincieraad.
Van 1983 tot 1985 zetelde hij in opvolging van de overleden Jos Daems in de Belgische Senaat als rechtstreeks verkozen senator voor het arrondissement Leuven. In de periode november 1983-oktober 1985 had hij als gevolg van het toen bestaande dubbelmandaat ook zitting in de Vlaamse Raad. De Vlaamse Raad was vanaf 21 oktober 1980 de opvolger van de Cultuurraad voor de Nederlandse Cultuurgemeenschap, die op 7 december 1971 werd geïnstalleerd, en was de voorloper van het huidige Vlaams Parlement.